# Henry William Watson
Henry William Watson (1827-1903) va ser un matemàtic anglès i sacerdot de l'Església Anglicana.
El pare de Watson era oficial de la Marina Britànica. Ell va estudiar al King's College de Londres i al Trinity College (Cambridge) entre 1846 i 1850. Entre 1850 i 1865 va ser successivament fellow del Trinity College, professor ajudant a la City of London School i professor de matemàtiques al King's College i a la Harrow School. El 1865, en ser ordenat sacerdor de l'Església d'Anglaterra, va ser nomenat rector de Berkswell (a prop de Coventry), càrrec que li va permetre dedicar-se a l'estudi de les matemàtiques en el seu abundant temps lliure.
Durant el temps que va ser rector va publicar uns quants llibres de matemàtiques: The elements of plane and solid geometry (1871), Treatise on the kinetic theory of gases (1876), The mathematical theory of electricity and magnetism: Electrostatics (1885) i Magnetism and electrodynamics (1889).
El seu treball més conegut. conjuntament amb Francis Galton, és de 1874 en el que planteja el avui conegut com a procés de Galton-Watson.
Gran aficionat a la muntanya, va ser un dels fundadors del Alpine Club. Les seves filles Lillian i Maud van ser destacades jugadores de tennis i van ser les finalistes al primer torneig de Wimbledon femení de 1884. Maud en va ser la guanyadora de les dues primeres edicions, 1884 i 1885.